# 凯特·弗伦奇
凯特·弗伦奇（英語：Kate French，1991年2月11日—），英国女子现代五项运动员。她曾代表英国参加2016年和2020年夏季奥林匹克运动会现代五项比赛，其中2020年奥运会收获金牌。